# Българска федерация по електронен спорт
„Българска федерация по електронен спорт“ е българска неправителствена организация.
Тя е българският партньор на „International Cyber Marketing“ (Корея) — организатори и създатели на Световните киберигри. Като такъв упражнява правото да провежда квалификации и да излъчва отбор, който представя България на световните финали на Световните киберигри.